# Gastronomía de Fujian
La gastronomía de Fujian (en chino tradicional, 闽菜; en chino simplificado, 閩菜; pinyin, Fújiàn cài) procede del estilo culinario de la cocina china originario de la provincia china de Fujian. Se conoce por ser ligera pero sabrosa, suave y tierna, con especial énfasis en el sabor umami, conocido en chino como xiānwèi (en chino tradicional, 鮮味; en chino simplificado, 鲜味), así como por conservar el sabor original de los ingredientes principales en lugar de camuflarlos.
Las técnicas empleadas en esta cocina son complejas, pero los resultados son idealmente de sabor refinado sin notas «estridentes». También se presta especial atención a la habilidad con el cuchillo y la técnica de los cocineros, así como en el uso de caldos y sopas, habiendo proverbios al respecto: «Un caldo puede cambiarse a numerosas (diez) formas» (－湯十變) y «Es inaceptable que una comida no tenga sopa» (不湯不行).
La salsa de pescado fermentado, conocida localmente como «aceite de gamba» (虾油), también se usa comúnmente en esta cocina, junto con ostras, cangrejos y gambas. Los cacahuetes (usados tanto en platos salados como en postres) también son habituales, y pueden cocerse, freírse, tostarse, machacarse, molerse o incluso transformarse en una pasta. Los cacahuetes pueden usarse como guarnición, incluirse en sopas o incluso añadirse a platos estofados o revueltos. Los fideos misua (en chino tradicional, 米線; en chino simplificado, 米线) son una especialidad de Fujian.

## Estilos
La cocina de Fujian consta de cuatro estilos:
- Fuzhou: De sabor ligero comparado con otros estilos, a menudo con mezclado notas dulces y ácidas. Es famoso por sus sopas.
- Oeste de Fujian: Sabores a menudo ligeramente picantes, debidos a la mostaza y la pimienta, y abundando los platos al vapor, fritos y salteados.
- Sur de Fujian: De sabores picantes y dulces, usándose una selección de salsas elaboradas.
- Quanzhou: El estilo menos aceitoso pero de sabor más fuerte de la cocina de Fujian. Hace gran énfasis en la forma de los ingredientes de cada plato.

## Condimentos
Los condimentos únicos de las provincias incluyen la salsa de pescado, la pasta de gamba, el azúcar, la salsa shacha y el albaricoque en conserva. También se usan con frecuencia las heces del vino procedentes de la elaboración del vino de arroz en todos los aspectos de la cocina de la región. El arroz de levadura roja (紅麴/紅槽醬) también se usa comúnmente.
La provincia también es famoso por sus platos «borrachos» (marinados en vino) y por la calidad de los caldos de sopa y bases usadas para condimentar sus platos, sopas y estofados.

## Platos famosos
Uno de los platos más famosos de la cocina de Fujian es el Buda saltando sobre una pared (en chino tradicional, 佛跳牆; pinyin, fotiaoqiang; pe̍h-ōe-jī, hut thiau chhiun), una receta compleja que usa muchos ingredientes, incluyendo aleta de tiburón, pepino de mar, abulón y vino de Shaoxing.
Fujian también es notable por el yenpi (燕皮), un envoltorio fino hecho con gran cantidad de cerdo magro. Este envoltorio tiene una textura única debida a la incorporación de carne y tiene una textura al morderlo parecida a la de platos hechos con surimi. El yenpi se usa para preparar rouyen (肉燕), un tipo de wonton.
| Nombre                    | Chino      | Descripción |
| ------------------------- | ---------- | --- |
| Tortilla de ostra         | 蚵仔煎     | Tortilla de huevo rellena de ostra. |
| Popiah                    | 薄饼       | Crepe relleno con salsa de judía o de soja.                                                                                             |
| Ban mian                  | 板面       | Sopa de fideos planos de huevo. |
| Bak kut teh               | 肉骨茶     | Sopa de costilla de cerdo. |
| Bolas de pescado rellenas | 包心魚丸   | Bolas de pescado rellenas de carne. |
| Wuxian                    | 五香       | Rollo de cinco especias frito con cerdo y verdura. Se conoce como kikiam en las Filipinas.                                              |
| Pollo hongcao             | 紅糟雞     | Pollo con arroz de levadura roja. |
| Minshengguo               | 閩生果     | Cacahuetes crudos salteados. |
| Dancao xiangluopian       | 淡糟香螺片 | Caracoles (xiangluo) cocinados con heces de vino.                                                                                       |
| Qīngjiāo ròusī            | 青椒肉絲   | Pimiento verde (qingjiao) y tiras de cerdo (rousi). Ha sido adaptado a la ternera con pimiento en los restaurantes chinos de Occidente. |
| Jitangcuanhaibang         | 雞湯汆海蚌 | Almejas cocidas en caldo de pollo (jitang).                                                                                             |
| Cuipi yujuan              | 脆皮魚卷   | Pescado frito relleno de yuba. |
| Ganbei luobo              | 干貝蘿蔔   | Daikon al vapor con conpoy (ganbei) y jamón chino.                                                                                      |
| Zuipaigu                  | 醉排骨     | Costillas de cerdo (paigu) marinadas en vino.                                                                                           |
| Dongbi longzhu            | 東壁龍珠   | Carne rellena de longan. |
| Huangmen tianji           | 黄燜田雞   | Rana estofada en vino. |
| Wucai xiasong             | 五彩蝦松   | Dados de gamba (xia) revueltos con verdura.                                                                                             |
| Wucai zenzhuko            | 五彩珍珠扣 | Perlas de calamar estofadas con verdura.                                                                                                |

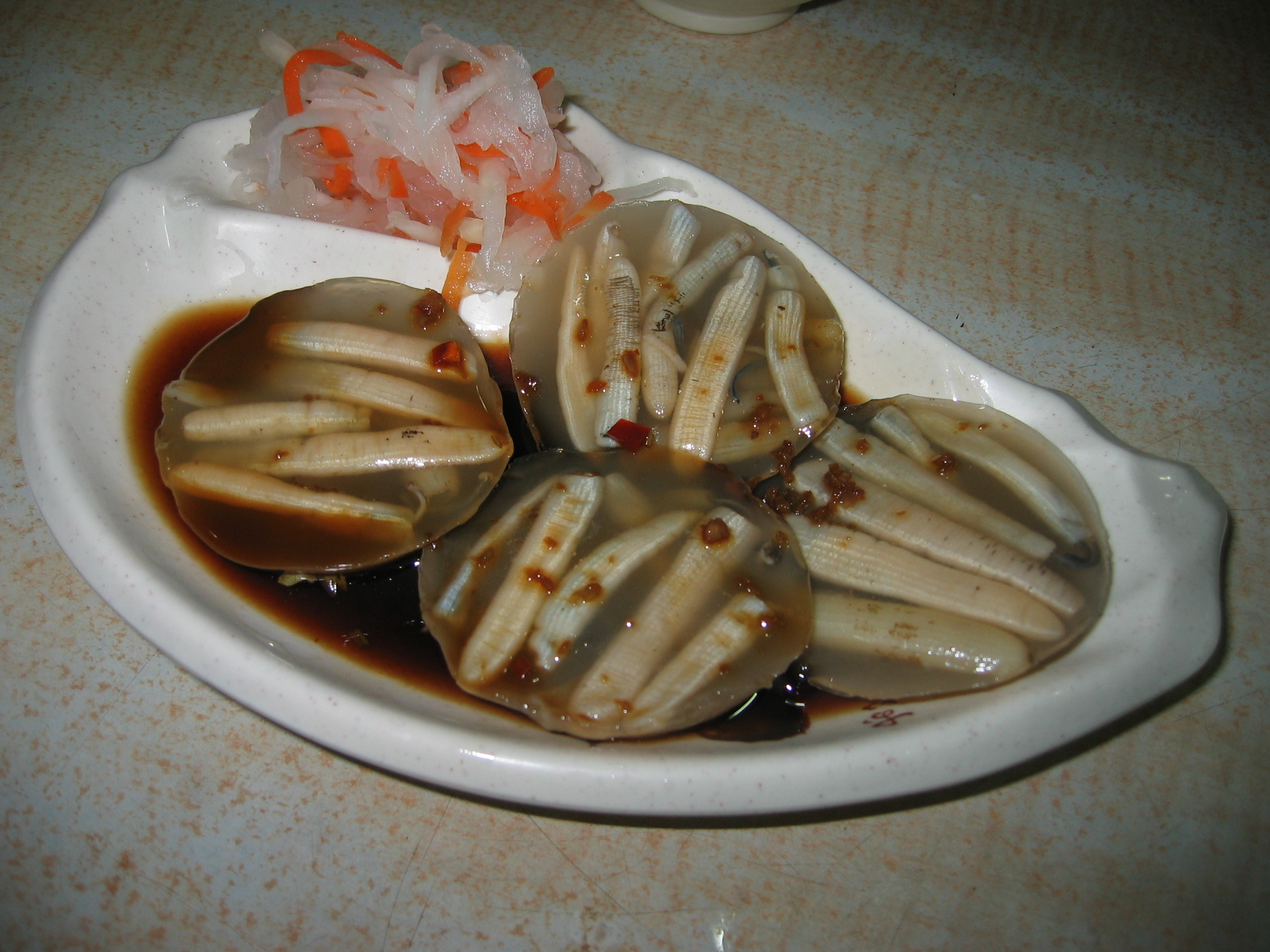
Un plato de gelatina de gusano sipúnculos

En Xiamen una especialidad local es el gelatina de gusano sipúnculos (tusun dong / 土笋冻), un áspic hecho con una especie de gusano marino.